# Blas Orpinel
General Blas Orpinel fue un militar mexicano que participó en la Revolución mexicana. Nació en Lagunitas, Andrés del Río, Chihuahua. Alcanzó el grado de general. Se alió primeramente a las fuerzas orozquistas y después al huertismo. Murió en Tierra Blanca, Veracruz, en noviembre de 1913. 